# Kapucu
Kapucu, anche Kapudju (Capugiu in lingua rumena), è il vocabolo che in lingua turca indica una speciale delegazione di ufficiali dell'Impero ottomano, cui il sultano di Istanbul ricorreva per le missioni volte a spodestare i voivoda (principi) di Valacchia e Moldavia. 
Questa pratica diplomatico-militare fu molto in uso nella prima Età Moderna, quando i principati danubiani erano direttamente controllati dalla Sublime porta ma non ancora parte integrante dell'Impero.